# This Is Jinsy

This is Jinsy est une comédie britannique. Elle fut diffusée pour la première fois le 1er mars 2010 sur la chaîne britannique BBC Three. Le programme raconte l'histoire d'étranges résidents d'une île fictive, Jinsy, basée sur l'île de Guernesey, d'où viennent deux écrivains. Le scénario a été écrit par Chris Bran et Justin Chubb qui ont aussi joué les rôles principaux. Bien que le premier épisode ait été créé pour être diffusé sur la BBC, la série complète de huit épisodes a été diffusée par Sky Atlantic (en). La première saison a commencé à être diffusée avec un programme double le 19 septembre 2011 et a fini le 31 octobre 2011. Une seconde saison a été autorisée et a commencé à être diffusée à 22h le 8 janvier 2014.

## Rôles
- David Tennant dans le rôle de Mr. Slightlyman
- Justin Chubb dans le rôle de l'Arbitre Maven
- Chris Bran dans le rôle de Sporall Lertock
- Alice Lowe dans le rôle de Soosan Noop
- Janine Duvitski dans le rôle de Madame Goadion
- Geoffrey McGivern (en) dans le rôle de Trince
- Harry Hill dans le rôle de Joon Boolay (Saison 1)
- Greg Davies dans le rôle de Jennitta Bishard (Saison 2
- Jennifer Saunders en tant que la voix de Mademoiselle Reason
- Tim Downie (en) dans le rôle d'un joueur de Jinsy
- Dave Mounfield dans le rôle d'un joueur de Jinsy
- Emma Kennedy dans le rôle d'un joueur de Jinsy

## Production
Les épisodes de This is Jinsy ont été produits par la Welded Tandem Picture Company et ont été filmés aux studios de Greenford en juillet 2009. La série était dirigée par Chris Bran et Justin Chubb ; la scénariste était Emma Kennedy.
La production de la première saison a commencé fin janvier 2011 et est dirigée par Matt Lipsey. Charlie Phillips, qui a travaillé avec Lipsey sur Psychoville est l'éditeur.

## Réception
La chaîne radio Radio Times a décrit les épisodes comme "aussi contagieusement drôles qu'un hibou farci. Une saison complète, s'il vous plaît!"
Alice-Azania Jarvis, regardant les deux premiers épisodes pour The Independent, l'appelle "Du travail brillant" et "Du surréalisme de génie".
Keith Watson écrit dans Metro que Bran et Chubb "vacillaient au bord de la noyade dans l'océan de fantaisie", mais que "This is Jinsy a réussi à transformer ses multiples influences en quelque chose de frais et de nouveau.."

## Récompenses
Les épisodes de This is Jinsy ont été nommés dans la catégorie Sitcom pour la rose d'Or 2010.
La saison 1 de This is Jinsy a été nommée dans la catégorie Meilleure Comédie pour les British Comedy Awards 2011.